# Palais de Leh
Le palais de Leh ou Lechen Palkhar (tibétain : གླེ་ཆེན་དཔལ་མཁར།, Wylie : gle chen dpal mkhar ; qui signifie « Palais de la Victoire de Leh ») est une ancienne résidence royale fortifiée dominant la ville de Leh, dans le Territoire du Ladakh en Inde. Le palais a été construit par le roi Sengge Namgyal dans la première partie du XVIIe siècle, et servit de demeure principale des rois du Ladakh jusqu'au XIXe siècle. Ceux-ci, auparavant installés à Shey, déplacent leur capitale à Leh au XVe siècle, alors un centre marchand influent. Il a été abandonné peu après 1836, quand les forces Dogras ont envahis puis conquis le royaume. La famille royale du Ladakh déménageant au palais de Stok, où elle réside encore.
Il ne faut pas confondre le palais de Leh et le Namgyal Tsemo qui le surplombe, ce dernier ayant été construit par Tashi Namgyal à la fin du XVIe siècle.
Le Palais de Leh a une hauteur de neuf étages ; c'était dans les étages supérieurs qu'était logée la famille royale, les pièces des écuries et les magasins étant situés dans les étages inférieurs. Le palais, en ruine, est actuellement restauré par le Archaeological Survey of India. Le palais est ouvert au public et le toit offre une vue panoramique de Leh et des secteurs environnants. La montagne de Stok Kangri de la chaîne du Zanskar est visible à travers la vallée de l'Indus au sud, avec la chaîne du Ladakh s'élevant derrière le palais au nord.
|  |  |